# 平良繇
平 良繇（たいら の よしより、よししげ。生年は元慶2年（878年）9月6日？、没年未詳）は、桓武平氏高望流の一族。平良茂とも書かれる。平良孫と書かれることもある。
平高望（高望王）の子（四男または七男）であり、兄弟に平国香（良望）・平良兼・平良将（平将門の父）・平良広・平良文・平良茂・平良正らがいる（兄弟についても系図によって様々でありこの項では詳細は割愛する）。
良繇について、その詳細はほとんど分かっていない。

## 官職
『寛永諸家系図傳』では鎮守府将軍、『系図纂要』では下野掾になったとある。ただしその信憑性はない。

## 子孫
『寛永諸家系図傳』には掲載はないが、『系図纂要』の平氏系図では、平忠光と平経邦（つねくに）が良繇の子に位置付けられている。但し、後者の経邦に関しては、『尊卑分脈』では平良広の子としており、『系図纂要』でもその旨は書かれている。